# Lancia sacra

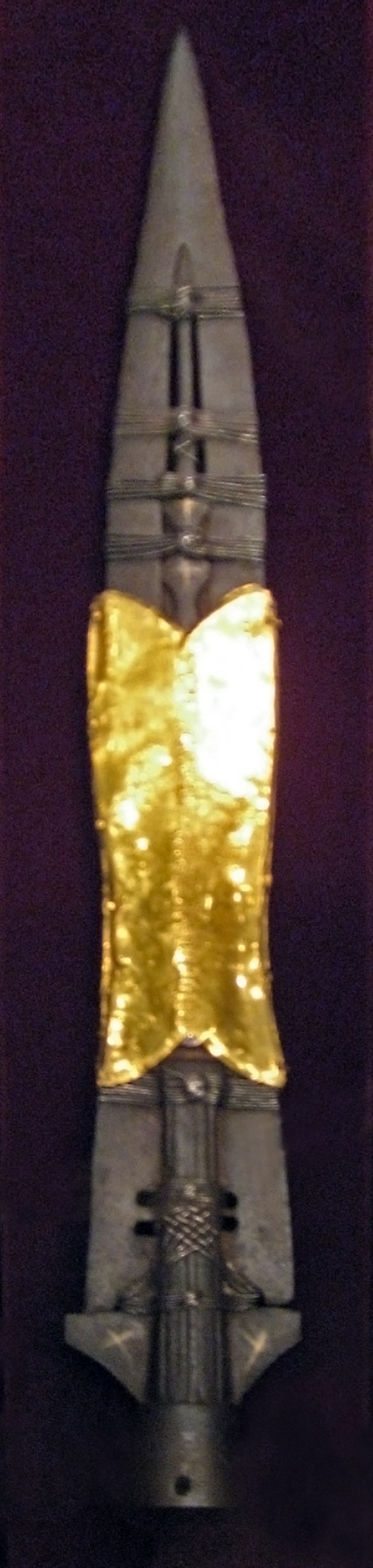
La lancia sacra di Vienna, parte delle insegne del Sacro Romano Impero

La lancia sacra (in tedesco Heilige Lanze) è uno dei simboli più importanti del Sacro Romano Impero, una delle più significative reliquie del Medioevo e uno dei più preziosi tra i tesori della corona imperiale austriaca oggi conservati.

## La lancia sacra oggi all'Hofburg di Vienna
La lancia sacra è oggi custodita nella Schatzkammer dell'Hofburg di Vienna, con il numero di inventario XIII 19. Quella che si presenta ai visitatori è la parte superiore di una lancia alata di 50,7 cm. L'asta, originariamente in legno, è andata perduta. Sulla lama è applicata una sezione a forma ovale, lunga 24 cm e larga nel punto massimo 1,5 cm, in cui è inserito un sottile pezzo di ferro (la cd. spina) ornamentale, mancante della parte inferiore. La spina è, secondo la tradizione, uno dei Sacri Chiodi della croce di Cristo e, anche se la leggenda stessa è stata più volte criticata, segni di alcune ageminature a forma di croce sulla parte inferiore della lama potrebbero indicare l'inserimento di particelle di chiodi.
La lama è rotta. Ma doveva esserlo già prima dell'anno 1000, perché, nella copia fatta realizzare da Ottone III e ora a Cracovia, è stata inserita anche una riproduzione della spina. Il punto di rottura è stato rivestito da una triplice fasciatura, in ferro, poi argento e infine oro. Sulla banda d'argento si legge la seguente iscrizione latina, fatta incidere da Enrico IV tra il 1084 e il 1105: CLAVVUS + HEINRICVS D(EI) GRA(TIA) TERCIVS ROMANO(RUM) IMPERATOR AVG(USTUS) HOC ARGENTUM IVSSIT FABRICARI AD CONFIRMATIONE(M) CLAVI LANCEE SANCTI MAVRICII + SANCTVS MAVRICIVS.
La banda d'oro, invece, realizzata per conto di Carlo IV, ha la seguente iscrizione: +LANCEA ET CLAVUS DOMINI.

## La lancia sacra nel Medioevo

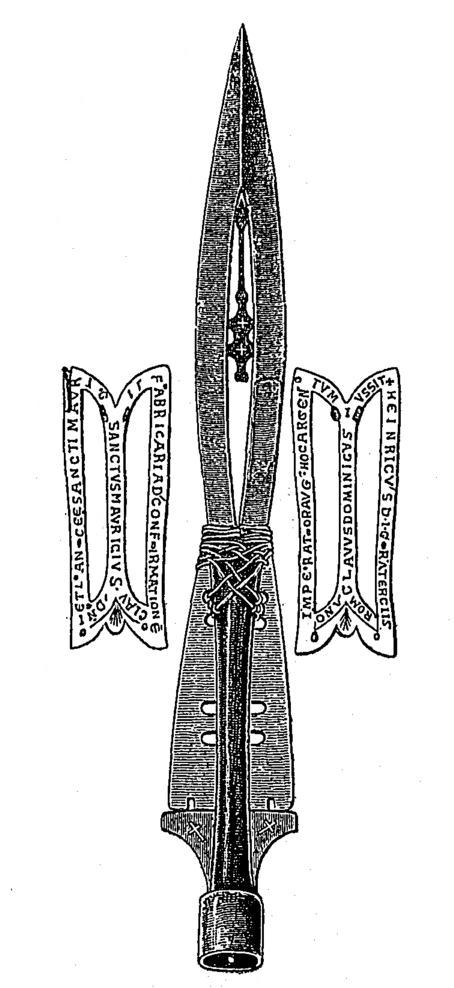
Raffigurazione dei particolari della lancia sacra

La storia della lancia sacra comincia nel X secolo: Liutprando di Cremona, nella sua Antapodosis, riferisce che la lancia era stata donata dal conte Sansone (egli accecò di suo pugno e tagliò la lingua al giudice del palazzo di Pavia Gezone, ricevendo in cambio la carica di conte palatino nel 929) al proprio re d'Italia Rodolfo II di Borgogna. Essa venne a sua volta donata da Rodolfo a Enrico I l'Uccellatore attorno al 925; Enrico venne a sapere che in essa erano incastonati i quattro chiodi della Santa Croce, disposti a forma di croce, e la volle per sé. Dapprima mandò dei messaggeri chiedendo di vendergli la lancia, ma Rodolfo rifiutò l'offerta. Enrico passò quindi alle minacce giurando di devastare il suo regno: Rodolfo quindi accettò e consegnò personalmente la lancia a Enrico; questi gli donò quindi dell'oro e dell'argento e una parte rilevante del Ducato di Svevia.

### Probabili origini e significato
La lancia sacra appartiene alla tradizione delle spade e lance magiche e invincibili dell'immaginario e della mitologia germanica. All'epoca della Renovatio Imperii, del resto, erano ancora vive numerose tradizioni pre-cristiane, come attestato anche dai cronisti della battaglia di Lechfeld, che religiosamente contrariati, descrivono come pagani i festeggiamenti che ne seguirono.
Ciò considerato, però, completamente cristiana è la considerazione che ebbe da parte degli imperatori e il ruolo che le venne assegnato. La lancia era il simbolo dell'invincibilità che l'imperatore derivava dall'essere il legale rappresentante di Cristo sulla terra. Confermava così il ruolo quasi sacerdotale che la carica imperiale rivestiva, conformemente alle concezioni degli Ottoni e dei Salii.
Per rafforzare tale elemento, era però necessario anche un suo collegamento con la storia sacra o quella dei martiri. Dapprima fu allora identificata con la lancia di San Maurizio, celebre condottiero della Legione Tebea, martirizzato sotto Massimiano. Attraverso questo, non era così escluso che la lancia potesse essere passata per le mani di Costantino, cosa che acquistava certo rilevanza nella propaganda imperiale. E infatti come lancia di San Maurizio è denominata nell'iscrizione sulla fasciatura d'argento inseritavi da Enrico IV.
La sua importanza come reliquia e il suo collegamento con la storia sacra fu connessa però sopra ogni altra cosa alla presenza, al suo interno, di un chiodo della croce di Cristo. Agli inizi probabilmente si trattava solo di una particella di questo, ma successivamente si parlò tout court di un intero chiodo. È probabile che questa leggenda fosse nata nel momento in cui si inserì la spina nel punto di rottura della lancia. Quando Ottone III fece omaggio delle copie ai re di Polonia e Ungheria, ne fece prendere del materiale (per trasmettere parte della forza della lancia anche alle copie), ed è forse in questa occasione che avvenne la rottura della lancia.
In questa maniera, dunque, la lancia aveva un doppio significato: simboleggiava un'origine sacerdotale (direttamente da Cristo) e imperiale (da Costantino). Carlo IV volle far confermare questo stato di "doppia reliquia" dal papa, ottenendo anche la proclamazione di una giornata festiva in suo onore (Festa della Sacra Lancia e del Chiodo della Croce), che fu celebrata nel 1354 per la prima volta, e in quell'occasione venne applicata la terza fasciatura in oro.
Agli inizi del XIII secolo, a ogni modo, la cancelleria papale ormai qualificava la lancia come lancia di Longino, e da questo momento si cominciò a identificarla in questa maniera. La differenza tra le due versioni non deve essere stata all'epoca irrilevante, ma non abbiamo attestazioni più sicure di una controversia.

### La lancia di Longino
La lancia sacra venne dunque presto identificata, in ambiente cristiano e romano, come la lancia del legionario che trafisse il corpo di Cristo per accertarsi della morte. Non è però questa l'unica lancia sacra che venne assimilata a quella di Longino.
Le cronache della Prima crociata ci parlano infatti di una "lancia sacra di Antiochia": già l'apostolo Giuda Taddeo dal Golgota avrebbe portato con sé in Armenia la lancia di Longino, che avrebbe lasciato nel monastero di Geghard (40 chilometri a sud ovest di Erevan) da lui fondato (ma in realtà del IV secolo). Nel 1250 il monastero prese infatti il nome di Geghardavank ("Monastero della sacra lancia"), e ancora oggi si chiama così.
Anche san Luigi IX, che durante le crociate portò con sé molte reliquie, identificò una di queste con la lancia di Longino. E ancora, nel 1492 il sultano ottomano Bayezid II regalò a papa Innocenzo VIII parte di una lancia che qualificò espressamente come lancia di Longino, conquistata, si disse, a Costantinopoli nel 1453.
Quest'ultima venne identificata con la parte inferiore della reliquia di Luigi IX. Se questa "lancia papale" è oggi ancora custodita a San Pietro in Vaticano, la lancia di San Luigi, conservata nella Sainte-Chapelle, andò distrutta durante la Rivoluzione francese.

## Richard Wagner

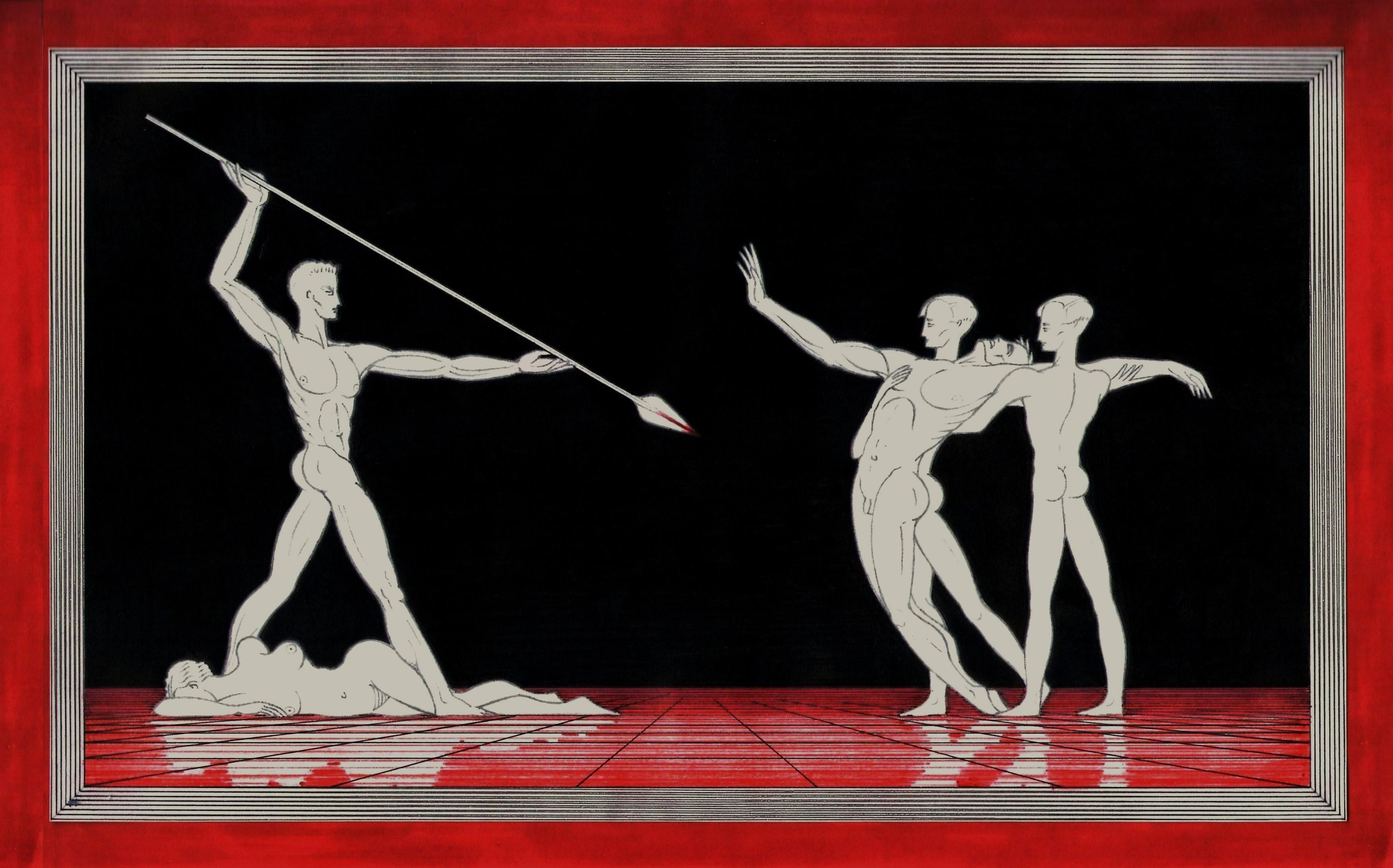
La Sacra Lancia nel "Parsifal" di Richard Wagner (disegno di Arnaldo Dell'Ira, circa 1930)

Nella sua opera Parsifal, Richard Wagner identifica la Sacra Lancia con due armi che appaiono nel poema medievale Parzival di Wolfram von Eschenbach, una lancia sanguinante nel castello del Graal e la lancia che ha ferito il re Pescatore. La trama dell'opera racconta la decadenza dei Cavalieri del Graal come conseguenza della perdita della lancia e il suo recupero a opera di Parsifal, che ricostituisce così la salute e la potenza originaria dei Cavalieri diventando egli stesso Re del Graal. Per Wagner il sangue che sgorga dalla punta della lancia è quello del Salvatore trafitto - anche se Cristo non viene mai nominato nell'opera - che brama ricongiungersi con quello che si manifesta nello stesso Graal.

## Il rinnovarsi del mito nel XX secolo

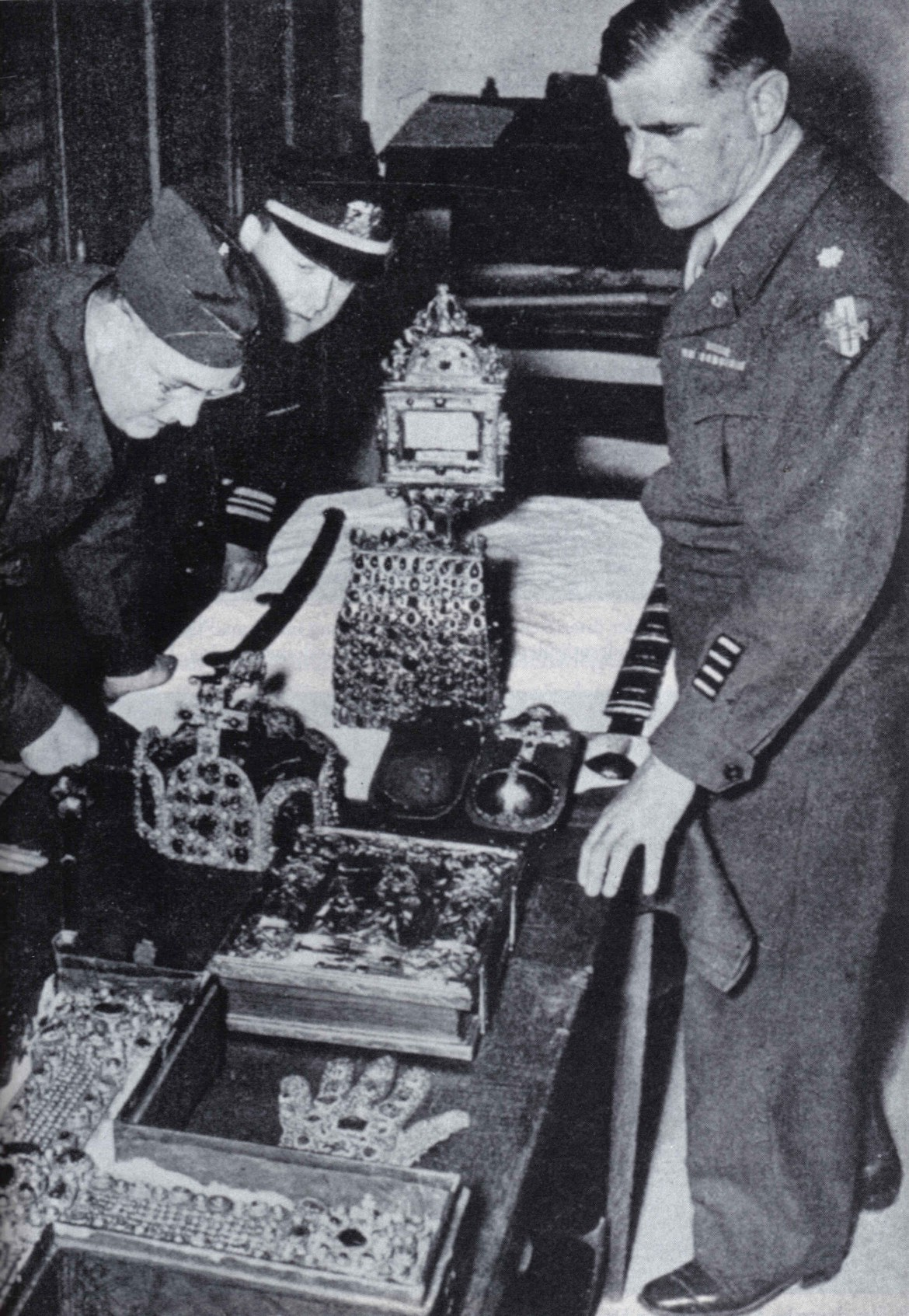
Gli alleati riportano a Vienna il tesoro imperiale

Quando venne fondato il Secondo Impero (1870-1919) grazie all'opera infaticabile di Otto von Bismarck, per dichiarata volontà di questo e dei sovrani prussiani, non ci doveva essere alcun riferimento a una presunta continuità con il Primo Impero (Heiliges Römisches Reich), anzi andava presentato, per motivi di opportunità politica, come entità autonoma (cosa che del resto era). Per questo motivo nonostante la riscoperta in quel tempo delle antiche leggende germaniche e del culto del Medioevo, la leggenda della lancia sacra di Ottone non venne ripresa.
Tornò invece attuale durante il nazionalsocialismo, conformemente al sogno della Grande Germania (cioè dell'unità politica di tutti i popoli di lingua tedesca). Adolf Hitler infatti, nel rifondare l'impero (Drittes Reich), si volle presentare come il continuatore di Ottone I, compreso il ruolo di condottiero della guerra contro i barbari dell'Est. Per questo fece riportare la reliquia (scevra ormai d'ogni significato cristiano) da Vienna nuovamente a Norimberga, il centro principale del Partito Nazista; ivi venne provvisoriamente collocata nella chiesa di santa Caterina (dove fu allestito un vero e proprio santuario mistico-esoterico) e presentata come simbolo della sacralità della missione germanica e ricollegandovi nuovamente un mito di invincibilità.
L'invincibilità non venne tuttavia garantita. Dopo la disfatta di Stalingrado, venne portata in un bunker blindato sotto l'antica fortezza di Norimberga, ma dopo i terribili bombardamenti della città del 13 ottobre 1944 se ne persero le tracce. Qualche giorno dopo l'occupazione della città da parte degli Alleati, avvenuta il 20 aprile 1945, in un'operazione di recupero guidata dal generale Patton, la Lancia sacra fu rinvenuta, e nel 1946, infine, fu riportata a Vienna, dove tuttora si trova.
Studi recenti hanno dimostrato che la lancia è stata realizzata tra il VII e l'VIII secolo, si tratta quindi di un importante reperto medievale, non è però plausibile che sia appartenuta a Longino.

### La sua fama nei racconti popolari oggi
Come già descritto, grande era il mito che avvolgeva la lancia nel Medioevo e, per quanto la sua storia fosse interamente sviluppata da regnanti cristiani e connotata di elementi assolutamente ortodossi, molto vi era di precedente, e molto vi giocavano le antiche leggende di spade e lance magiche, che assicuravano l'invincibilità. Il mito del Graal, del resto, o di Parsifal affondano nella stessa tradizione. Diverso è però il successo della leggenda nei vari paesi.

### Nei paesi germanici e anglosassoni
In Germania e nei paesi anglosassoni la fama della lancia sacra è ancora viva, anche se soprattutto per l'interesse mostratovi da Hitler. In ambiente tedesco e austriaco, è addirittura diffusa la voce popolare in base alla quale la lancia sacra conservata a Vienna non sarebbe altro che una copia realizzata negli Stati Uniti d'America, dove invece, nascosta da segreto militare, sarebbe conservata la lancia originale. Questo perché essa a tutt'oggi garantirebbe l'invincibilità.

### In Italia
In Italia, come in molti Paesi del mondo, invece, la fama della lancia sacra si confonde con quella ben più famosa della lancia di Longino. Ma, come si evince dalla storia, ben diverse sono le vicende delle numerose lance di Longino, e non stupisce certo che in ambiente italo-francese, la lancia di Longino per antonomasia fosse quella papale. L'interesse, insomma, per il simbolo del Sacro Romano Impero non supera, se si escludono ambienti di specialisti o di appassionati di storia medioevale, quello che occupano le reliquie in generale, ben diversamente da quello che avviene con il Graal o altre leggende.